# Joakim Brandberg
Karl Anders Joakim Brandberg, född 1968 i Mariestad, är en svensk jurist och ämbetsman. Han har bl.a. varit vikarierande generaldirektör och chef för Läkemedelsverket.
Joakim Brandberg avlade juristexamen (jur.kand, LL.M) vid Uppsala universitet 1994 och fil.kand.-examen 1998. Efter tjänstgöring vid tingsrätter samt Svea hovrätt och Vattenöverdomstolen under åren 1994- 1998 var han vid Naturvårdsverket och hade bland annat olika chefsbefattningar där.
Brandberg förordnades 2007 som chefsjurist vid Läkemedelsverket och har i olika omgångar varit ställföreträdande generaldirektör vid verket. Efter beslut av regeringen Löfven var Joakim Brandberg vikarierande generaldirektör för Läkemedelsverket 2020- 2021. Han var enligt beslut av regeringen Kristersson återigen vikarierande generaldirektör och chef för Läkemedelsverket från och med 15 augusti 2024 till och med 30 april 2025. Brandberg var vidare ledamot i den Europeiska läkemedelsmyndighetens (EMAs) styrelse (Management Board) i Amsterdam 2021. Han var från och med den 1 oktober 2024 till den 23 maj 2025 ledamot i EMAs styrelse igen. 
Joakim Brandberg är enligt ett beslut av regeringen Reinfeldt 2007 Konungariket Sveriges ledamot i både EUs stående kommitté för humanläkemedel och EUs stående kommitté för veterinära läkemedel. Båda kommittéerna, som sammanträder i Bryssel, hanterar ärenden avseende godkännanden av läkemedel före beslut i EU-kommissionen. Joakim Brandberg är sedan 2021 även ledamot i Tullverkets Insynsråd.